# Taylor Institution
Die Taylor Institution (auch bekannt unter Taylorian) ist die Bibliothek der Universität Oxford, die dem Studium europäischer Sprachen gewidmet ist. In dem Gebäude finden sich auch Vorlesungsräume, die von der Fakultät für Mittelalterliche und Moderne Sprachen der Universität Oxford benutzt werden. Die Taylor Institution wurde 1845 gegründet, hauptsächlich durch einen Nachlass aus dem Vermögen des angesehenen Architekten Sir Robert Taylor (1714–1788). Moderne europäische Sprachen wurden erst 1903 als Studienfach angeboten. Da die Bodleian Library nicht genügend Platz hatte, wurde die Taylorian zuerst als Magazin verwendet.